# Örasjön (Ullareds socken, Halland)
Örasjön är en sjö i Falkenbergs kommun i Halland och ingår i Ätrans huvudavrinningsområde.